# Манько, Юрий Владимирович
Ю́рий Влади́мирович Манько́ (род. 5 мая 1939 года, Ростов-на-Дону, СССР) — советский и российский философ и социолог. Доктор философских наук, профессор.

## Биография
Родился 5 мая 1939 года в Ростове-на-Дону.
С 1956 по 1993 годы проходил службу в рядах Вооружённых сил СССР. Полковник запаса.
В 1956 году окончил Новочеркасское суворовское военное училище.
В 1973 году окончил философское отделение педагогического факультета Военно-политической Академии имени В. И. Ленина.
В 1973—1980 годах —  преподаватель, старший преподаватель, заместитель начальника кафедры общественных наук Военной академии связи имени С. М. Будённого.
С 1981 по 1985 годах — начальник кафедры общественных наук Военного института физической культуры.
В 1985—1988 годах — начальник кафедры философии Военной академии тыла и транспорта.
В 1988—1993 годах — начальник кафедры общественных наук Военной академии связи имени С. М. Будённого.
В 1991 году защитил диссертацию на соискание учёной степени доктора философских наук по теме «Духовное состояние личности (философско-социологический анализ)».
В январе 1992 года присвоено учёное звание профессора.
С 1993 года  — профессор Санкт-Петербургского государственного университета технологии и дизайна, с 1994 года — заведующий кафедрой философии. С 2004 года — заведующий кафедрой философии и социальных наук.
С 1997 года — вице-президент Национальной академии ювенологии.
В 2004 году присвоено почётное звание «Заслуженный работник высшей школы».
В 2007 году награждён благодарственной грамотой Российской академии наук и Российского общества социологов за творческий вклад в создание первого в мировой истории словаря по социологии труда.
Профессор кафедры философии Института управления (ИНЖЭКОН) Санкт-Петербургского государственного экономического университета
Проректор по аккредитации Академического института гуманитарного образования.
Профессор Межвузовского центра гуманитарного образования по религиоведению.
Член диссертационного Совета К 212.236.03 при СПГУТД.
Член Учёного совета СПГУТД.
Действительный член Академии гуманитарных наук России.
Глава военной секции Ассоциации социологов Санкт-Петербурга.
Автор около 300 научных и методических работ, организатор более 20 Всесоюзных и Всероссийских научных конференций.

## Научная деятельность
В 2003 году работал в составе исследовательской группы Института социологии РАН по теме «Человек и рыночная экономика: адаптационные возможности групп населения, связанных с оборонным комплексом» (грант Института независимых исследований)
В 2006—2008 годах осуществлял научное консультирование по теме «Социальное неравенство и что оно означает для экономического и демократического развития Европы и её граждан. Посткоммунистическая Центральная и Восточная Европа в сравнительной перспективе» по программе целевого проекта Комиссии Европейских сообществ.
Совместно с Е. Г. Слуцким разработал в России новое междисциплинарного научного направление о молодом поколении — ювенологии. С момента создания Национальной академии ювенологии (1977 г.) является её вице-президентом. Кроме этого является членом Президиума Академии гуманитарных Наук России.
Разработал и преподает новые учебные курсы — «Методология научного познания», «Социология молодежи», факультативный курс «Религия и жизнь».

## Научные труды

### Диссертации
- Манько Ю. В. Духовное состояние личности (философско-социологический анализ): Автореф. д-ра филос. паук. — Л., 1990.

### Монографии
- Манько Ю. В. Духовное состояние личности и перестройка. — СПб.: Знание, 1992.
- Манько Ю. В. Философско-социологический анализ духовного состояния личности: Монография. — Л.: ВАТТ, 1998
- Манько Ю. В.,  Цымлов В. Ф. Молодежь и революция. 2006.
- Оганян К. М., Манько Ю. В. Социальные проблемы занятости. — СПб.: ООО «Веда», 2009
- Манько Ю. В. Логика и методология теории управления  принятия решений в социальной работе. Монография. — СПб.: СПбГУТД, 2009
- Манько Ю. В. Афоризмы российских политиков: «Лучше водки, хуже нет». Монография. — СПб.: Петрополис, 2009
- Манько Ю. В. Нации и национальные отношения. Монография. — СПб.:  Петрополис, 2009

### Учебные пособия
- Манько Ю. В. Основы социальной работы. Учебное пособие. 2005. (Гриф УМО).
- Манько Ю. В. Теория и практика социальной работы. Учебное пособие. 2008.
- Манько Ю. В., Оганян К. М. Социология молодежи: учебное пособие / Рецензенты:доктор социологических наук, профессор Я. А. Маргулян (Институт управления и экономики, Санкт-Петербург); доктор философских наук, профессор, заслуженный деятель науки РФ С. Н. Иконникова. — СПб.: ИД «Петрополис», 2008. — 316 с. — ISBN 978-5-9676-0122-8. (Гриф УМО).
- Манько Ю. В., Чурилова Г. А. Прогнозирование, проектирование и моделирование в социальной работе. — СПб.: СПбГУТД, 2009
- Оганян К. М., Бранский В. П., Манько Ю. В. и др. Социальная философия. Учебное пособие (с грифом Минобрнауки РФ, изд. второе). — СПб.: «Петрополис», 2009
- Оганян К. М., Манько Ю. В. Социология молодежи (учебное пособие с грифом УМО  по образованию в области производственного менеджмента) — СПб.: СПбГИЭУ, 2007

### Статьи
- Манько Ю. В., Марков Б. В., Солонин Ю. Н. Научное познание как проблема философского анализа // Философские проблемы научного познания и творчества. — СПб., 1996. — C.9-38.
- Манько Ю. В. К вопросу о реабилитации метафизического метода, как научного. // Мысль: Журнал Петербургского философского общества. — 1998. — Т. 2. — № 1. — С. 144-147.
- Манько Ю. В. Христианская концепция смерти и бессмертия и духовное состояние личности. // Материалы X Международного конгресса "Социальные доктрины основных религиозных конфессий: философский, богословский и экологический аспекты" (С.-Петербург, 23-26 октября 1997 г.). — С. 55-57.
- Манько Ю. В. Научное и вненаучное знание: сотрудничество или конфронтация. // Академический журнал. — № 1. — 2000.
- Манько Ю. В. Философские основы сотрудничества научного и вненаучного знаний. // Материалы научно-практической конференции "Научное и вненаучное знания: сотрудничество или конфронтация?" (С.-Петербург, 2-3 июля 2001 г.). — С.  7-14.
- Манько Ю. В. Знание и вера. // Регион: Политика. Экономика. Социология. — № 3. — 2003.
- Манько Ю. В. Оксюморон как метафорический прием анализа духовной жизни и творчества Вл. Соловьёва // Минувшее и непреходящее в жизни и творчестве В.С. Соловьёва. Материалы международной конференции 14-15 февраля 2003 г. Серия “Symposium”, выпуск 32. — СПб.: Санкт-Петербургское философское общество, 2003. — С. 141-148.
- Манько Ю. В., Печурина О. А. Рабочее место и его роль в системе технологического процесса. // Дизайн. Материалы. Технология. — 2009. — № 1. — С. 95-99.
- Манько Ю. В. Гуманизирующая функция дизайна. // Дизайн. Материалы. Технология. — 2009. — № 2. — С. 62-66.
- Манько Ю. В. Исторические спекулянты и спекуляции. // Credo new. — 2010. — № 2. — С. 7.
- Манько Ю. В. К вопросу о происхождении светской духовности. // Вестник СПбГУТД. Серия 3. Экономические, гуманитарные и технические науки. — № 1. — 2010. — С. 41-49.
- Манько Ю. В.  Категориальный анализ феномена «духовность». // Вестник СПбГУТД. Серия 3. Экономические, гуманитарные и технические науки. — № 2. — 2010. — С. 41-51.
- Манько Ю.В. Инновационная роль дизайна в культуре // Дизайн. Материалы. Технология. — 2011. — Т. 5. — С. 7-8.
- Манько Ю. В. Духовность русского народа: идеалы и ценности. // Вестник СПбГУТД. Серия 3. Экономические, гуманитарные и технические науки. — № 1. — 2011. — С. 23-31.
- Манько Ю. В. Исторические битвы на поле Великой Победы. // Вестник СПбГУТД. Серия 3. Экономические, гуманитарные и технические науки. — № 4. — 2011. — С. 24-28.
- Манько Ю. В. Казачество как особое сословие России (историко-социальный очерк) // Вестник СПбГУТД. Серия 3. Экономические, гуманитарные и технические науки. — № 1. — 2012. — С. 30-38.
- Манько Ю. В. Ладожско-славянские истоки русской государственности. // Вестник СПбГУТД. Серия 3. Экономические, гуманитарные и технические науки. — № 3. — 2012. — С. 18-30.
- Манько Ю. В., Цымлов В. Ф. Гуманизация системы образования как одно из средств выхода из цивилизационного кризиса человечества
- Манько Ю. В. Демографический кризис в России: социально-политический анализ. // Материалы научно-практической конференции "Демографическое развитие Санкт-Петербурга и Северо-Запада России: Проблемы, тенденции, перспективы".

### Научная редакция
- Россия на рубеже веков (проблемы и перспективы развития). Моногр. / под ред. Ю. В. Манько. — СПб.: Изд-во СПбГУТД, 2002. — 201 с.
- Основы социальной работы с молодежью. / Под ред. проф. Ю. В. Манько  — СПб: СПбГУТД, 2006
- Человек и общество: история и современность / Под общ. ред.: Л. Ф. Уварова, Ю. В. Манько, В. Сидоров, В. Титко, А. Уваров. [Б.м.] ООО "Политон", 2009.